# Moja ulubiona pora roku
Moja ulubiona pora roku (fr. Ma saison préférée) − francuski film psychologiczny z 1993 roku w reżyserii André Téchinégo. Zdjęcia kręcono w Tuluzie.

## Główne role
- Catherine Deneuve - Emilie
- Daniel Auteuil - Antoine
- Marthe Villalonga - Berthe
- Jean-Pierre Bouvier - Bruno
- Chiara Mastroianni - Anne
- Carmen Chaplin - Khadija
- Anthony Prada - Lucien

## Fabuła
Emilie jest kobietą, która ma męża i dzieci. Jej brat Antoine to kawaler. Kiedy ich matka jest ciężko chora, oboje spotykają się po latach i odkrywają więzi silniejsze niż rodzinne przywiązanie.

## Nagrody i nominacje
- MFF w Cannes 1993
  - Udział w konkursie głównym
- Cezary 1994
  - Najlepszy film (nominacja)
  - Najlepsza reżyseria - Andre Techine (nominacja)
  - Najlepszy scenariusz adaptowany/oryginalny - André Téchiné, Pascal Bonitzer (nominacja)
  - Najlepszy aktor - Daniel Auteuil (nominacja)
  - Najlepsza aktorka - Catherine Deneuve (nominacja)
  - Najlepsza aktorka drugoplanowa - Marthe Villalonga (nominacja)
  - Najbardziej obiecująca aktorka - Chiara Mastroianni (nominacja)